# 927
| Calendário gregoriano                                                        | 927 CMXXVII                                           |
| Ab urbe condita                                                              | 1680                                                  |
| Calendário arménio                                                           | 376 – 377                                             |
| Calendário bahá'í                                                            | -917 – -916                                           |
| Calendário budista                                                           | 1471                                                  |
| Calendário chinês                                                            | 3623 – 3624 Início a 5 de fevereiro (aproximadamente) |
| Calendário copta                                                             | 643 – 644                                             |
| Calendário etíope                                                            | 919 – 920                                             |
| Calendários hindus - Vikram Samvat - Calendário nacional indiano - Cáli Iuga | 982 – 983 848 – 849 4027 – 4028                       |
| Calendário Holoceno                                                          | 10927                                                 |
| Calendário islâmico                                                          | 315 – 316                                             |
| Calendário judaico                                                           | 4687 – 4688                                           |
| Calendário persa                                                             | 305 – 306                                             |
| Calendário rúnico                                                            | 1177                                                  |
| Calendário solar tailandês                                                   | 1470                                                  |

927 (CMXXVII, na numeração romana) foi um ano comum do século X do Calendário Juliano, da Era de Cristo, teve início numa segunda-feira e terminou também numa segunda-feira e a sua letra dominical foi G (52 semanas).
No território que viria a ser o reino de Portugal estava em vigor a Era de César que já contava 965 anos.
| Ano completo                         |
| ------------------------------------ |
| Ano comum com início à segunda-feira |

## Eventos
- 12 de julho - Após um longo processo de anexações, os vários pequenos reinos dentro do que está agora a Inglaterra são unificadas pelo rei Etelstano, criando o Reino da Inglaterra.